# 瓦町バス案内所
瓦町バス案内所（かわらまちバスあんないしょ）は、香川県高松市にあることでんバス瓦町駅バス停の案内所。ことでん瓦町駅とともにコトデン瓦町ビル1階に入っている。乗車券の発券業務や、IruCaカードの発売も行う。また、関連企業の四国高速バスが運行、もしくは予約を引き受けている路線の発券も行っている。
「瓦町」バスのりばについても本稿で記載する。2014年3月31日までのバス停名は「瓦町高松天満屋」だったが、高松天満屋の閉店に伴い、翌4月1日より「瓦町」に戻った。

## のりば
太字は本ターミナルが始発となる。
1. 庵治線（73）、高松医療センター・大学病院線（75）
2. 川島・西植田線（61・63・65・67）、高松空港リムジンバス、大川バス引田線
3. 香西・下笠居線（23）、高松西高線（21）、由佐・池西線（41・43）、御厩線（47）、ショッピング・レインボー循環バス東廻り（番号なし）、イオン高松線（番号なし）
4. 鹿角線（33・35）、塩江線（53）
5. 各線高松駅行（32・44・52・62・64・66・74）、下笠居線県立中央病院行（24）、ウインズ高松無料シャトルバス
6. 屋島大橋線（5）、ショッピング・レインボー循環バス西廻り（番号なし）、日赤シャトルバス

5・6番のりばに行くには一度ペデストリアンデッキに上がるか地下通路に降りることが必須となる。ターミナル内は公道であり、バス以外の車両も走行しているため横断は非常に危険。2013年9月に本ターミナル内で老女が路線バスにはねられ死亡する事故が発生したことから、再発防止のため中央線上に狭い間隔でポールが設置され、横断ができないようにされた。同のりばの反対側にタクシーのりばがある。
このバスのりばには、高速バスは発着しない。ここから約400m西の中央通り沿いの香川銀行本店前にある「県庁通り」バス停からの発着となるが、夜行便は停車しない。高松空港リムジンバスも下り便の一部は現在も通らない（上り便は全便停車）。
また、2015年10月1日に運行開始したまちなかループバスは、瓦町駅東口発着となる。東廻り（1）・西廻り（2）とも同一停留所なので注意を要する。